# Prezë
Prezë is een plaats en voormalige gemeente in de stad (bashkia) Vorë in de prefectuur Tirana in Albanië. Sinds de gemeentelijke herindeling van 2015 doet Prezë dienst als deelgemeente en is het een bestuurseenheid zonder verdere bestuurlijke bevoegdheden. De plaats telde bij de census van 2011 4.727 inwoners.

## Bevolking
In de volkstelling van 2011 telde de (voormalige) gemeente Prezë 4.727 inwoners, een stijging ten opzichte van 4.517 inwoners op 1 april 2001.

### Religie
In de volkstelling van 2011 identificeerde 95,3% van de bevolking zich met een van de vier belangrijkste denominaties van Albanië. Van de religieuze bevolking was 95,18% soennitisch moslim.
| Plaats | Bevolking (2011) | Islam (%)      | Katholiek (%) | Orthodox (%) | Bektashisme (%) |
| ------ | ---------------- | -------------- | ------------- | ------------ | --------------- |
| Prezë  | 4.727            | 4.499 (95,18%) | 4 (0,08%)     | - (-)        | 2 (0,04%)       |